# Tattartjärnen (Hällefors socken, Västmanland, 664089-142793)
Tattartjärnen är en sjö i Hällefors kommun i Västmanland och ingår i Göta älvs huvudavrinningsområde. Sjön är 8 meter djup, har en yta på 0,007 kvadratkilometer och befinner sig 200 meter över havet.